# Anomiopus gracilis
Anomiopus gracilis är en skalbaggsart som beskrevs av Canhedo 2006. Anomiopus gracilis ingår i släktet Anomiopus och familjen bladhorningar. Inga underarter finns listade i Catalogue of Life.